# تجاعيد

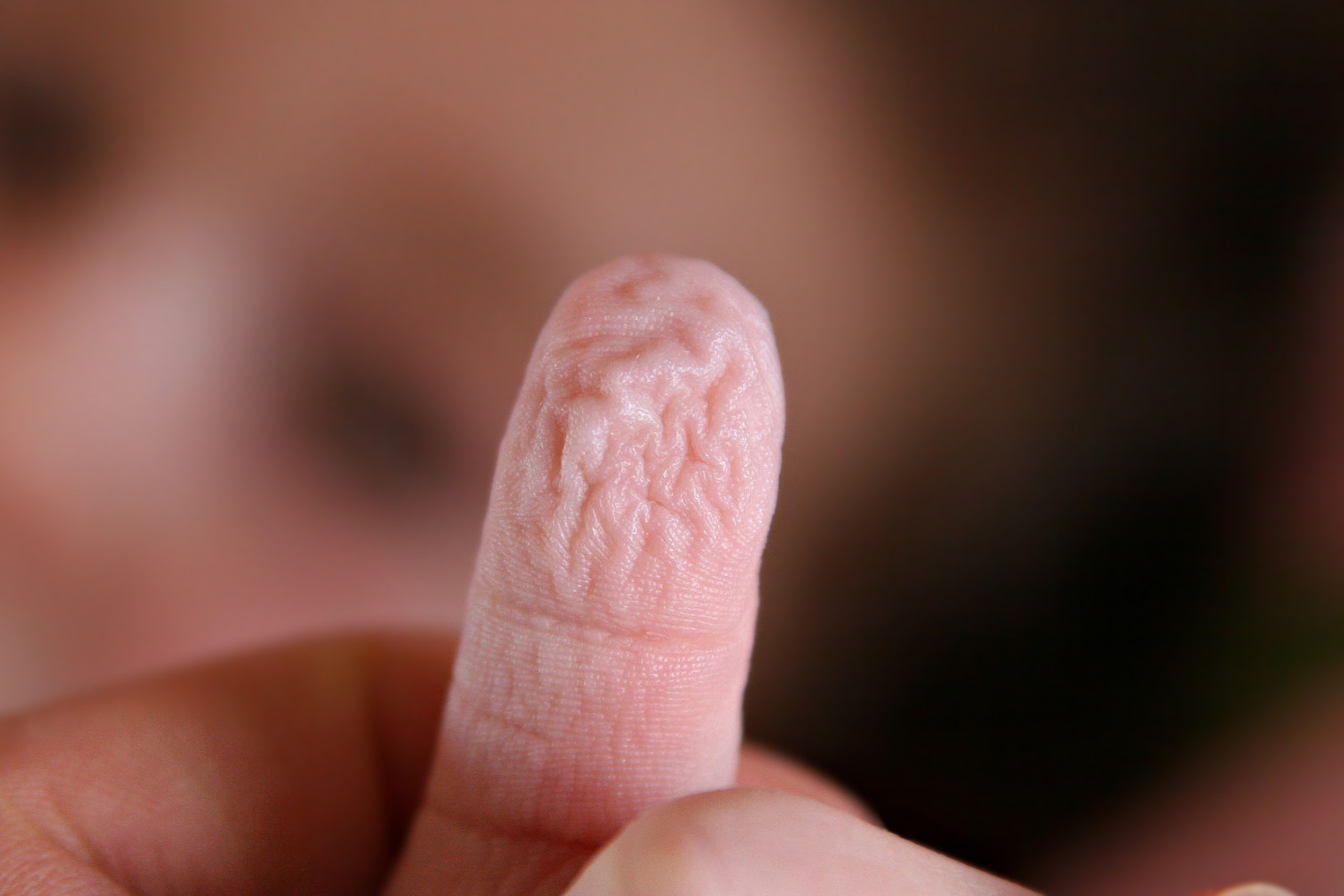
تجاعيد في الاصبع بعد وضعها في الماء الساخن نتيجة التعطُّن.

التجاعيد هي حالة ينطوي فيها نسيج وجلد كائن حي ما. عادة ما تظهر نتيجة عمليات الشيخوخة، الماء، أضرار أشعة الشمس، والتدخين، وقلة الماء، وغير ذلك من العوامل المختلفة.

## أسباب
عندما يتقدم الإنسان في العمر تصبح خلايا بشرة الجلد أكثر نحافة وأقل دبقاً، وبذلك تمنح الخلايا النحيفة مظهراً نحيفا للجلد، أما قلة الدبق لدى الخلايا فتحول دون خروج الرطوبة إلى سطح الجلد مما يورث الجفاف. كما ويقل عدد خلايا البشرة بنسبة 10 %. مع مرور كل عقدٍ من العمر. ويصبح انقسامها أكثر بطءاً مما يجعل الجلد أقل قدرةً على إصلاحِ نفسه بالسرعة التي كان يقوم بها بذلك في مقتبل العمر.

## الأدمة
فالأدمة لا تصبح فقط أكثر نحافةً بل وتقل فيها ألياف الكولاجين، كما وتنسلح ألياف الإيلاستين التي تمنح الجلد مرونته، وكل هذه التغييرات مجتمعةً تسبب حدوث التجاعيد وغور الجلد. وكذلك تصبح الغدد الدهنية أكبر حجما ولكن إفرازاتها تقل، كما وينخفض عدد الغدد العرقية مما يعمق من جفاف الجلد.
أما الحواف شبكية الشكل في المنطقة الرابطة بين البشرة والأدمة فتصبح منبسطة مما يجعل الجلد هشاً وسهل الجز (التمزق)، كما ويقلل ذلك من وصول المواد الغذائية للبشرة نظرا لتقليل سطح الاحتكاك بينها وبين الأدمة، وهذا أيضا يعيق عمليات إعادة البناء الذاتي للجلد.
أما طبقة ما تحت الجلد فتصبح أصغر حجماً مع التقدم في السن، مما يزيد من التجعد وغور الجلد.إذا لا تستطيع الخلايا الدهنية سد الفجوات التي يحدثها التلف في طبقات الجلد.

### أشعة الشمس والتجاعيد
يشكل التعرض لأشعة الشمس فوق البنفسجية ما نسبته 90% من أعراض الهرم المبكر للجلد، والتي تظهر غالباً في العشرينات من العمر، ويعتمد ذلك على عاملين أساسيين هما: مدى تعرض الجسم للأشعة عبر حياته، وعلى قوة حماية الأصباغ الجلدية.وتؤثر أشعة الشمس في الجلد عبر ترقيق البشرة، والتسبب في سرطانات الجلد، وكذلك في مرض التقران السفعي.
أما تأثيرها على الأدمة فيتلخص في تسريع تحطيم الياف الكولاجين وتراكم أنواع دخيلة من الإيلاستين وإفراز إنزيمات محطمة للكولاجين مثل إنزيمات (ميتاللوبروتيناز) والتي أصلا تعمل على صيانة الكولاجين المتحطم ولكن زيادتها تعمل على تحطيمه، مما يعمل على زيادة التجعد ويعطي مظهر الحروق الشمسية للجلد.

### تأثير الجذور الراديكالات الحر
الجذور الحرة تتسبب في تحطيم الخلايا وزيادة إفراز إنزيمات ال (ميتالوبرتياز) التي تعمل على تحطيم الكولاجين، ويتسبب في إطلاق الجذور الحرة في الجلد عوامل عدة منها: التدخين، والتعرض لأشعة الشمس، والهواء الملوث.

### تأثير الهرمونات
نقص هرمون الإستروجين لدى السيدات بعد سن اليأس يعمل على تقليل ألياف الكولاجين بنسبة 2% في كل عام، وترقيق الجلد بنسبة 1% . وتسريع التجعد

### تأثير استخدام العضلات
كثرة استخدام عضلات تعابير الوجه في سن متقدمة يعمل على زيادة التجعد، وكذلك ينمو الخط الواصل بين الحاجب وزاوية العين نظرا لكثرة انقباض العضلات في هذه المنطقة.

### تأثير الجاذبية
تعمل الجاذبية على زيادة ظهور ترهل الجلد مما يتسبب في ارتخاء الجفون.